# Podkomoří

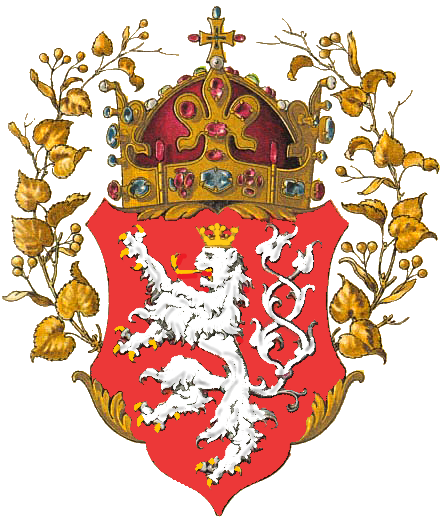
Znak Českého království

Podkomoří nebo podkomoří královských měst, případně zemský podkomoří (obvykle uváděn jen jako podkomoří, latinsky subcamerarius, německy Unterkämmerer) byl v dvanáctičlenném kolegiu devátým a od roku 1625 jedenáctým nejvyšším zemským stavovským úředníkem v Čechách. Obdobně na Moravě patřil mezi sedm nejvyšších zemských úředníků. Vedl agendu správy královských měst.

## České království
Úřad podkomořího patřil k nejstarším, původně královským úřadům. První zmínka je už z roku 1185. V Čechách i na Moravě se častěji připomíná v první polovině 13. století, ale až v 2. polovině lze postihnout jeho činnost.
Název úřadu pochází z výrazu sub camera regis, tedy pod panovnickou komorou. Podkomoří měl na starosti královská města a kláštery založené členy panovnického rodu. Vybíral hotové peníze z komorního zboží, tedy z dominia speciale, kde nebyl král omezován tlakem šlechty. Potvrzoval městskou radu při výročních soudech, rozhodoval o odvolání z městského soudnictví a vyhlašoval příkazy a žádosti panovníka. 
V husitské době se funkce podkomořího změnila, z úředníka nad městy se stal úředník ve službách měst. V pohusitské době zůstal úřad vyhrazen městskému stavu, konkrétně Starému Městu pražskému. V roce 1486 vytlačili měšťany rytíři. Měl-li však měšťan Starého Města pražského erb, mohl nastoupit do úřadu místo rytíře (fakticky to byl ovšem zase jen rytíř, který žil a vlastnil nemovitost na Starém Městě pražském). To bylo potvrzeno v konečné dohodě roku 1497. Na začátku vlády Ferdinanda I. Habsburského v roce 1527 byla funkce podkomořího podřízena české komoře, která postupně převzala všechny finanční záležitosti. V předbělohorském období byl jmenován na doživotí, po roce 1627 pouze na pět let. Před Bílou horou přísahal králi a stavům, po Bílé hoře pouze králi a jeho dědicům. Do zániku místodržitelského kolegia v roce 1748 byl jedním z jeho jedenácti řádných členů. Od doby Josefa II. (králem 1780–1790) byl úřad fakticky čestnou funkcí.
Také královnin dvůr měl obdobnou pozici. Podkomoří králové se staral především o příjmy z věnných měst.

### Seznam podkomořích v Čechách
- 1211–1219 Bohuslav
- před 1212–1222 Sulislav
- 1222–1225 Hroznata
- 1227–1228 Albert
- 1232–1233 Vata
- 1234–1236 Záviš z Nechanic
- 1234–1237 Dalibor
- 1237–1241 Vok
- 1249 Pigoldus
- 1252–1253 Beneš ze Cvilína
- 1253–1258 Markvart z Dunajovic
- 1258 Pitrolf
- 1260–1262 Heřman z Rychnova
- 1263–1269 Oldřich z Hradce
- 1270 Havel II. z Lemberka
- 1271–1278 Dětřich Špaček
- 1282 Berengar z Meldingu
- 1284–1286 Vítek II. z Krumlova
- 1289 Beneš z Vartemberka
- 1291 Zbislav (z Třebouně) Zajíc z Valdeka († 1291)
- 1291–1303 Burkhard Magdeburský
- 1303–1304 Tas z Vizmburka († 1304)
- 1304 Appardus Florenčan
- 1307–1308 Rajmund z Lichtenburka (kolem 1265–1329)
- 1308–1310 Jindřich z Lipé (asi 1275 – 26. 8. 1329 Brno) – poprvé
- 1310–1311 Jindřich z Lipé (asi 1275 – 26. 8. 1329 Brno) – podruhé
- 1311–1315 Walter z Castellu
- 1315 Jindřich z Lipé (asi 1275 – 26. 8. 1329 Brno) – potřetí
- 1315–1316 Vilém Zajíc z Valdeka (asi před 1289 – 9. 10. 1319)
- 1316 Vok I. z Kravař
- 1317 Fridrich z Schönburgu
- 1318 Jindřich z Lipé (asi 1275 – 26. 8. 1329 Brno) – počtvrté
- 1319–1333 Oldřich Pluh z Rabštejna
- 1329 Záviš
- 1333–1336 Vilém z Landštejna († 1356)
- 1336 Oldřich Pluh z Rabštejna
- 1336–1344 Jindřich ml. z Lipé
- 1343–1356 Rus z Litic
- 1362 Mikuláš Biskupův, měšťan pražský
- 1364 Pešík z Minic
- 1370 Michal Donátův, rychtář malostranský
- 1374 Hána, měšťan pražský
- 1377 Mikuláš Jenteš, měšťan pražský
- 1381–1384 Jan (Hanko), probošt lubušský
- 1384 Jíra z Roztok († 1413)
- 1386–1387 Pešík z Minic
- 1387–1394 Zikmund Huler z Orlíku († 23. 6. 1405) – poprvé
- 1394 Hereš
- 1394–1402 Zikmund Huler z Orlíku († 23. 6. 1405) – podruhé
- 1402–1403 Ota III. z Bergova (před 1377 – asi 1414)
- 1403–1404 Mikuláš z Prahy
- 1404–1405 Zikmund Huler z Orlíku († 23. 6. 1405 popraven) – potřetí
- 1405–1412 Konrád z Vechty (asi 1364 – 26. 12. 1431 Helfenburk u Úštěka), 7. arcibiskup pražský
- 1412–1414 Hájek z Voděnína
- 1415–1417 Jan z Lestkova († 19. 8. 1429)
- 1417[11]–1419 Jan Bechyně z Lažan († 1465)[12]
- 1419–1420 Václav z Dubé a Leštna
- 1422[7] Vilém Kostka z Postupic na Litomyšli († 15. 11. 1436)
- 1427 Svojše ze Zahrádky
- 1436–1441 Jan z Kunvaldu na Dražicích
- 1453–1468 Vaněk Valečovský z Kněžmostu († 19. 2. 1472)
- 1468–1485 Samuel z Hrádku a Valečova († 28. 1. 1488)
- 1485[13]–1507 Albrecht z Leskovce na Horní Cerekvici
- 1508–1515 Burian Trčka z Lípy a z Lipnice († 30. 3. 1522) – poprvé
- 1515–1516 Albrecht Rendl z Oušavy na Myslivně († 9. 9. 1522)
- 1516–1522 Burian Trčka z Lípy a z Lipnice († 30. 3. 1522) – podruhé
- 1522–1523 Oppl z Fictumu na Novém Šumburku[14]
- 1523–1526 Jakub Kyšperský z Vřesovic († 29. 8. 1526)
- 1529–1539 Volfhard Planknar z Kynšperku († 25. 5. 1539)
- 1539–1558 Jiří z Gerštorfu na Cholticích († 9. 6. 1558)
- 1558–1561 Petr Bechyně z Lažan († 1561)
- 1562–1591 Burian Trčka z Lípy a Lipnice na Světlé nad Sázavou († 15. 5. 1591)
- 1593–1601 Humprecht Czernin z Chudenic (1525–1601)
- 1603–1618 Purkart Točník z Křimic († 1621)
- 1619–1620 Prokop Dvořecký z Olbramovic na Vršovicích († 21. 6. 1621 Praha, popraven)
- 1623–1624 Kryštof Wratislav z Mitrowicz na Březině (1. 1. 1584 – 4. 9. 1645)
- 1624–1640 Přibík Jeníšek z Újezda na Březnici (okolo 1580 – 25. 3. 1651 Praha)
- 1640–1647 Jan Jindřich Chanovský z Dlouhé Vsi († duben 1647)[15]
- 1647–1651 Oldřich Sezima Karel Skuhrovský ze Skuhrova
- 1651 Mikuláš z Gerštorfu
- 1652–1663 Fridrich Leopold z Věžník († 1663)
- 1663 Jan Vilém z Gerštorfu
- 1664–1671 František ze Šeidleru
- 1671–1682 Lambert František Hřebenář z Harrachu
- 1682–1691 Jan Petr Hubrich z Hennersdorfu († 11. 2. 1691)
- 1691–1696 Ferdinand Kryštof ze Šeidleru
- 1697–1699 Jiří Bechyně z Lažan († 20. 12. 1704)
- 1699–1707 Jan Václav Obytecký z Obytec
- 1707–1737 Václav Arnošt Markvart z Hrádku. Při korunovaci Karla VI. v roce 1723 nesl královské žezlo. Zastupoval nejvyššího písaře Václava Kryštofa Hložka ze Žampachu, který onemocněl.[16] Od roku 1723 byl také nejvyšším korouhevníkem za rytířský stav.[17]
- 1737–1739 Jan František z Golče
- 1739–1747 Václav Kazimír Netolický z Eisenberka (4. 3. 1700 Přehořov – 15. 3. 1760 Praha)
- 1748–1749 Josef Jáchym Vančura z Řehnic (1692–1771)
- 1751–1764 Arnošt Vilém Malovec z Chýnova (†1770)
- 1764–1780 Jan Filip z Běšin († 1780)
- 1780–1814 Jan Marcel z Hennetu († 18. 2. 1814)
- 1814–1818 Josef Goldammer († 8. 3. 1818)
- 1820–1832 (?) Josef Kučera
- ?–? Karel Leopold svobodný pán Margelík (1780 – 24. 2. 1867), úřad zastával v době korunovace Ferdinanda V. Dobrotivého v roce 1836[18]

### Seznam podkomořích králové v Čechách
- 1267–1275 Řehoř z Dražic
- 1404 Mstidruh z Adlaru
- 1413 M. Štěpán (spolukancléř králové)
- 1460 Augustin z Dlouhé Vsi
- 1464–1468 (prosinec) Vilém z Duban a z Čijevic († prosinec 1468)
- 1469 (?) – 1475 (?) Aleš Berka z Dubé (?) (1463, nejvyšší komorník králové)
- 1523–1537 Petr Rašín z Rýzmburka na Staré
- 1537–1542 (11. 9.) Jan Litoborský z Chlumu na Pecce († 11. 9. 1542)
- 1543–1547 Volf z Vřesovic na Teplicích
- 1548–1551 Adam Řepický ze Sudomíře na Řepici († 1551)
- 1552–1569 Oldřich Dubanský z Duban na Liběšicích
- 1570–1575 Michal Španovský z Lisova na Pacově († po 1597)
- 1576–1594 Humprecht Czernin z Chudenic (1525–1601)
- 1594–1603 (20. 1.) Hertvík Zejdlic ze Šenfeldu na Chocni († 20. 1. 1603)
- 1603 Štěpán Jiří ze Šternberka na Postoloprtech (1570–1625)
- 1604–1615 (26. 2.) Adam starší z Valdštejna na Žehušicích († 26. 2. 1615)
- 1618 Kryštof Wratislav z Mitrowicz na Březině (1. 1. 1584 – 4. 9. 1645) – poprvé
- 1619–1620 Jindřich Otta z Losu na Komárově (1541 – 21. 6. 1621 Praha, popraven)
- 1620 (?) – 1623 Kryštof Wratislav z Mitrowicz  na Březině (1. 1. 1584 – 4. 9. 1645) – podruhé
- 1623–1631 Filip Fabricius z Hohenfallu (asi 1570 Mikulov – 1631 Praha)
- 1633–1636 Petr Jiří Příchovský z Příchovic na Oseku
- 1638–1640 (24. 2.) Zdeněk Lev Libštejnský z Kolowrat (1588 – 24. 2. 1640)
- 1640 (27. 3.) – 1642 (červen) Vilém Jindřich Bezdružický z Kolowrat (5. 11. 1589 Bystré – 11. 7. 1642)
- 1642–1647 (správce) Jan Začal z Bíletína
- 1647–1657 Jindřich Kustoš ze Zubří a z Lipky
- 1658–1672 (14. 1.) Jan z Konens († 14. 1. 1672)
- 1672 (6. 5.) – 1684 František Kryštof Wratislav z Mitrowicz (1640/1641 – 11. 5. 1689)
- 1684 (15. 9.) – 1689 Karel Fridrich z Daun
- 1690 (7. 1.) – 1708 Jan Karel z Valdštejna († 1708)
- 1708 (20. 10.) – 1726 (13. 4.) Jan Adam Záruba z Hustiřan († 13. 4. 1726)
- 1727 (1. 8.) – 1749 Leopold z Rottalu
- 1749 (21. 12.) – 1771 Ferdinand Jakub Kokořovec z Kokořova (1705 – 24. 11. 1787)
- 1771 (26. 1.) – 1798 (22. 8.) Jan Nepomuk I. ze Šternberka (11. 7. 1713 – 22. 8. 1798 Praha)
- 1798 (10. 11.) – 1827 Filip František Krakowský z Kolowrat (17. 4. 1756 Radenín – 26. 5. 1836)

## Moravské markrabství
Nejvyšší zemský podkomoří se řadil vedle zemského hejtmana, českého (královského) maršálka, komorníka, sudího, hofrychtéře a písaře k nejvyšším zemským úředníkům Moravy. Nejstarší zmínka o úřadu pochází z roku 1226. V roce 1523 za Ludvíka Jagellonského (markrabětem 1516–1526) bylo potvrzeno, že úřad bude v rukou rytířů. Na Moravském zemském sněmu byl předsedou spojené kurie měst a prelátů. Původem dvorský úředník se sice počítal mezi zemské úředníky, ale až do roku 1545 přísahal pouze králi, nikoliv zemské obci. V 16. a 17. století došlo jako v Čechách k omezení jeho pravomocí, po roce 1726 byl fakticky jen přísedícím královského tribunálu.

### Seznam podkomořích na Moravě
- 1412–1417 Oldřich z Hlavatec
- 1417–1418 Hájek z Hodětína
- (1419 Jan z Leskovce, místopodkomoří)
- 1424–1434 Jošt Hecht z Rosic
- 1435–1440 Václav z Kukvic a Kněnic
- 1441–1456 Beneš Černohorský z Boskovic († 1470 nebo 1473 nebo 1475)
- 1459–1466 Karel z Vlašími na Úsově
- 1475 Hynek z Lichtenburka, z Bětova na Sádku
- 1479–1484 Jan Planknar z Kynšperku
- 1485–1490 Jan z Lomnice na Meziříčí
- 1491 Václav Čech z Hrádku
- 1496–1506 Václav z Ludanic
- 1516–1520 Jiří z Vlašimi na Úsově
- 1520–1526 Vilém Kuna z Kunštátu († 1547/1548)
- 1527–1545 Jan z Kunovic na Uherském Brodě
- 1547–1560 Přemek Prusinovský z Víckova
- 1562–1563 Albrecht z Boskovic
- 1564 Jan ze Zastřizl a na Buchlově
- 1564–1566 Jetřich z Kunovic
- 1567–1571 Jáchym ze Zdědína a na Zdounkách
- 1572–1578 Jan Haugvic z Biskupic na Radčicích
- 1578–1596 Mikuláš z Hrádku
- 1600 Zikmund II. z Dietrichsteinu († 1602)
- 1603–1610 Jan Moš z Moravčína na Benešově a Stražisku, císařský rada
- 1613–1634 Karel Haugvic z Biskupic na Linhartovicích
- 1638–1647 František Magnis  (1598 – 7. 12. 1652)
- 1647 Jan starší Jakartovský ze Sudíc
- 1667–1681 Bedřich z Opršdorfu, Aichu a Friedštejnu
- 1680–1692 Jan Maxmilián Kobylka z Schönwiesen († 1692)
- 1693–1701 František Karel z Lichtenštejna-Kastelkornu
- 1702–1722 Filip Hynek Breuner
- 1723–1727 Jan Kryštof Řikovský z Dobrčic
- 1728–1748 Jiří Bedřich Žalkovský z Žalkovic
- 1749–1763 Adam Hynek Berchtold z Uherčic  (27. 3. 1701 Police – 1786)
- 1763–1765  Leopold Šlik
- 1765–1770 Jan Kryštof z Blümegenu (8. 7. 1722 – 5. 10. 1802 Brno)
- 1770–1805 Ignác Schröffel z Mannsberku (1731 Steyr – 25. 12. 1805 Brno)
- 1806–1808 František Roden († 1808)
- 1810–1826 Krystián Hentschl
- 1827–1841 Karel Zikmund Bukůvka († 1841)
- 1841–? Filip Hentschl